# El zapato chino
El zapato chino es una película chilena filmada durante el año 1979 en blanco y negro que se desarrolla en plena dictadura del general Augusto Pinochet. 
Dirigida por Cristian Sánchez, relata la historia de un taxista enamorado de su sobrina, describiendo una extraña cotidianidad que se vuelve siniestra a medida que avanza el relato.

## Reparto
- Fernando Andía como Gerardo Echaurren.
- Felisa González como Carmen.
- Andrés Quintana como Fernando.
- Luis Alarcón como Félix.
- Cora Díaz como Margarita.
- María Paz Vincens como Mariana.
- Armando Fenoglio como Patricio.
- Pablo Gumucio como Pépe.

## Cinematografía
- Toño Ríos	...	(como Tono Ríos)
- Mario Vega Jarpa

## Edición
- Mariana Carvallo
- Cristian Sánchez

## Departamento de Sonido
- Mariana Carvallo	...	sonido directo
- José De la Vega	...	sonido directo